# Yago da Silva Rocha
Yago da Silva Rocha (São Gonçalo, 22 maggio 1994) è un calciatore brasiliano, centrocampista del Villa Nova.

## Caratteristiche tecniche
È un esterno destro.

## Carriera
Dopo aver militato nelle serie inferiori del campionato brasiliano, nel 2019 è passato al Goiás. Ha esordito in Série A il 4 agosto 2019 disputando l'incontro perso 6-1 contro il Santos.

## Palmarès

### Club

#### Competizioni statali
- Taça Rio: 1

Boavista-RJ: 2014
- Recopa Mineira: 1

Tombense: 2021